# 波多黎各工人革命党
波多黎各工人革命党（西班牙语：Partido Revolucionario de los Trabajadores Puertorriqueños）是波多黎各的一个已不存在的共产主义政党。该党成立于1976年。该党的政治立场是极左翼。1978年，该党组建了秘密群众组织波里库亚人民军，旨在争取波多黎各独立。1984年，博里库阿人民军脱离该党的领导。该党曾是支持波多黎各独立的左翼政党联盟社会主义阵线的成员。2008年，该党和其它3个左翼组织合并为争取社会主义运动。